# Engganobeo
Der Engganobeo (Gracula enganensis) ist eine wenig erforschte Vogelart aus der Familie der Stare. Er ist auf der Insel Enggano vor der Küste Sumatras endemisch. Zeitweise wurde er als Unterart des Beos (Gracula religiosa) betrachtet.

## Merkmale
Der Engganobeo erreicht eine Größe von 27 cm. Unter dem Auge befindet sich ein kleiner Fleck aus nackter Gesichtshaut. Hinter den Augen sind Hautlappen zu erkennen, die am Nacken nahezu verwachsen sind. Die Federn an den Kopfseiten sind aufwärts gerichtet und bilden einen Schopf. Das Gefieder ist überwiegend schwarz.  Kopf, Nacken und Mantel sind kräftig violett glänzend. Der Bürzel hat einen türkisfarbenen Glanz. Die Unterseite ist stumpfer und weniger glänzend. Flügel und Schwanz sind bräunlich schwarz. Weiße Flecken an der Innenfahne der äußersten Handschwinge P9 und beide Fahnen der anderen Handschwingen bilden ein großes Fenster. Die Iris ist dunkelbraun. Die nackte Gesichtshaut und die Hautlappen sind gelb. Der tiefe Schnabel ist orange bis rot mit einer gelben Spitze. Er ist kürzer als bei anderen Beoarten. Die Beine sind gelb. Die Geschlechter sehen gleich aus. Die Stimme und die Jungvögel sind bisher unbeschrieben.

## Lebensraum und Lebensweise
Über seine Lebensweise ist nur wenig bekannt. Er geht in bewaldeten Arealen auf Nahrungssuche und ernährt sich von Früchten, Nektar und Insekten.

## Status
Der Engganobeo lebt in seinem sehr kleinen Verbreitungsgebiet. Über seinen Bestand liegen keine Informationen vor.